# Simulation militaire
 (janvier 2018).
Si vous disposez d'ouvrages ou d'articles de référence ou si vous connaissez des sites web de qualité traitant du thème abordé ici, merci de compléter l'article en donnant les références utiles à sa vérifiabilité et en les liant à la section « Notes et références ».

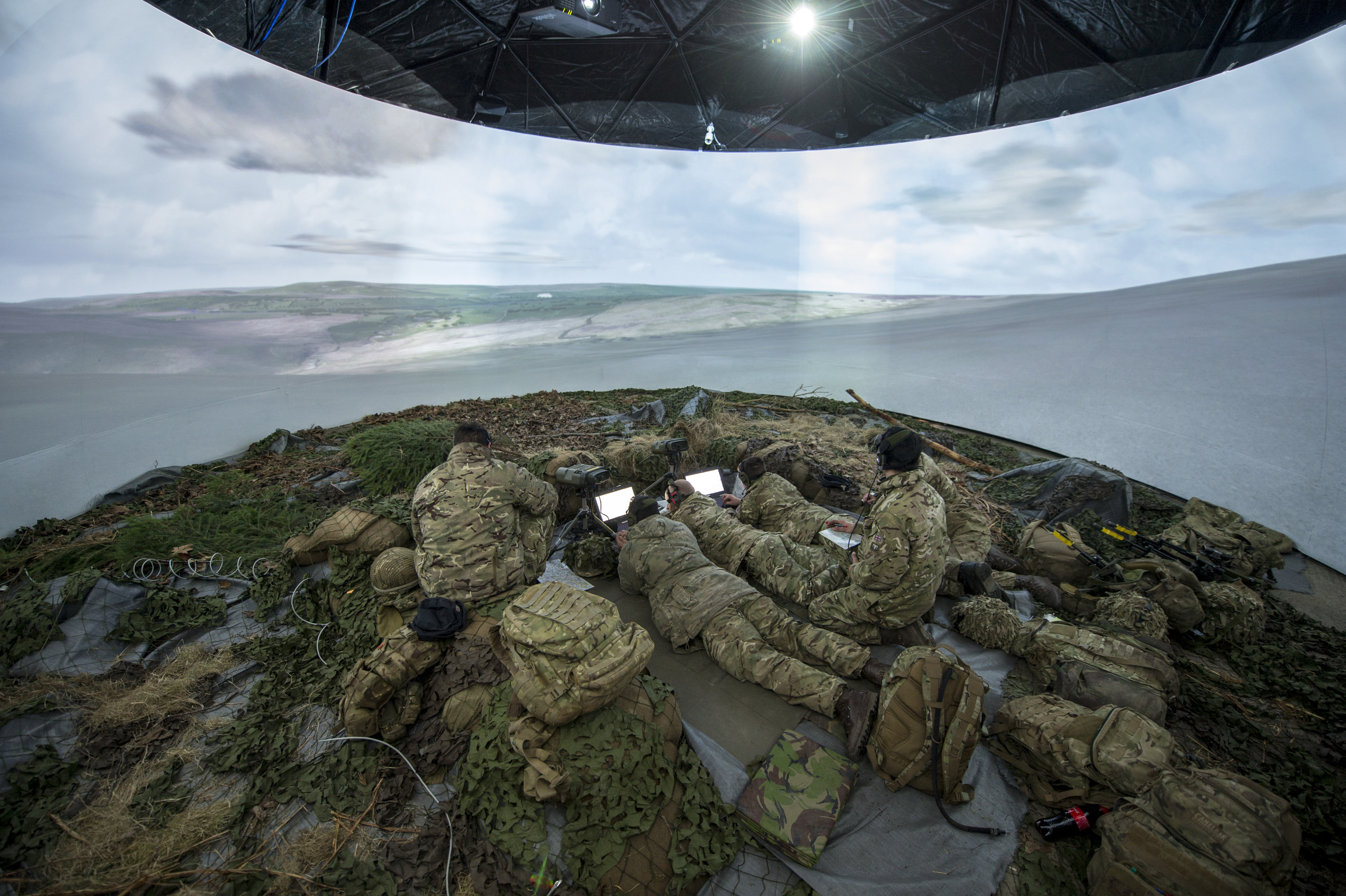
Les soldats de la Grande-Bretagne de l'Artillerie Royale du train dans un monde virtuel au cours de l'Exercice Steel Sabre, 2015

Les simulations militaires, également appelées les jeux de guerre, sont des simulations dans lesquelles les théories de la guerre peuvent être testées et perfectionnées.
Les simulations existent dans de nombreuses formes, avec des différents degrés de réalisme. Ces derniers temps, le champ d'application de simulations a élargi pour inclure non seulement le domaine militaire mais aussi les facteurs politiques et sociaux.